# Voxid Shodiyev
Voxid Muxitdinovich Shodiyev (ur. 9 listopada 1986 w Nawoi) – uzbecki piłkarz występujący na pozycji napastnika w drużynie Mashʼal Muborak.

## Kariera piłkarska
Swoją karierę w seniorskiej piłce rozpoczął w klubie Qizilqum Zarafshon. Później występował w kolejnych, uzbeckich klubach: Neftchi Fergana, FK Buxoro oraz w Bunyodkorze Taszkent. 1 stycznia został zawodnikiem malezyjskiego Perak FA. Grał tam przez rok, notując jedną bramkę w 10 występach. Na początku 2017 roku powrócił do  Qizilqum Zarafshon. Grał tam też tylko rok, po czym przeniósł się z powrotem do Bunyodkoru Taszkent. Od 2018 jest zawodnikiem Mashʼal Muborak.

## Kariera reprezentacyjna
Shodiyev zadebiutował w reprezentacji Uzbekistanu 15 listopada 2013 roku w wygranym 3-0 w meczu eliminacji do Pucharu Azji 2015 z Wietnamem. Jednocześnie w tym meczu zdobył swoją pierwszą bramkę w kadrze.  Znalazł się w kadrze Uzbekistanu na Puchar Azji 2015, gdzie zanotował jeden występ - w fazie grupowej w wygranym 3-1 meczu z Arabią Saudyjską. Shodiyev strzelił w tym meczu jedną z bramek. Jak do tej pory w narodowych barwach zaliczył 14 występów, zdobywając w nich 3 gole.
Stan na 8 lipca 2018
| Reprezentacja | Rok     | Mecze | Bramki |
| ------------- | ------- | ----- | ------ |
| Uzbekistan    | 2013    | 2     | 2      |
| Uzbekistan    | 2014    | 9     | 0      |
| Uzbekistan    | 2015    | 3     | 1      |
| Ogólnie       | Ogólnie | 14    | 3      |